# Gemophos viverratoides
Gemophos viverratoides is een slakkensoort uit de familie van de Buccinidae. De wetenschappelijke naam van de soort werd in 1840 voor het eerst geldig gepubliceerd door Alcide d'Orbigny.